# Jacques-Charles Bochart de Champigny
Ne doit pas être confondu avec Charles Bochart de Champigny, dit Honoré de Paris.
Jacques-Charles Bochart, marquis de Champigny et de Sainte-Marie, seigneur de Noroy et de Poinci, né en 1673 et mort le 20 mai 1754, est un officier de marine et administrateur colonial français des XVIIe et XVIIIe siècles. Chef d'escadre des armées navales, il est gouverneur de la Martinique entre 1721 et 1728 puis gouverneur général des Isles du Vent entre 1728 et 1748. 

## Biographie

### Origines et famille
Jacques-Charles Bochart descend de la famille Bochart, une maison de la noblesse bourguignonne de Vézelay dont l'origine remonte au XVe siècle. Son arrière-grand-père, Jean V Bochart, seigneur de Champigny (v. 1561-1630), est Contrôleur Général des Finances puis Surintendant des Finances. Son père, Jean Bochart de Champigny (après 1645-1720) est intendant de la Nouvelle-France. 

### Carrière dans la Marine royale
En 1693, il entre comme garde-marine dans la Marine royale où son oncle, le comte de Champigny, est alors capitaine de vaisseau. Ce dernier terminera sa carrière Lieutenant général des armées navales. Lieutenant de vaisseau au mois de décembre 1702, il est fait chevalier de l'ordre de Saint-Louis. Promu capitaine de frégate le 25 novembre 1712 puis gouverneur de la Martinique, il est créé capitaine de vaisseau au mois de mars 1727. 
Promu Chef d'escadre des armées navales en 1745 et fait Commandeur de l'ordre royal et militaire de Saint-Louis, il meurt le 20 mai 1754, à l'âge de 81 ans.

## Mariage et descendance
Il épouse le 27 mai 1706 Marie-Magdeleine de Boisseret, fille de Louis de Boisseret, marquis de Sainte-Marie, et de Catherine de Longvilliers. Elle meurt à Paris le 26 mai 1716, à l'âge de 34 ans, et est inhumée aux Blancs-Manteaux, en lui ayant laissé cinq enfants.
Le père de sa femme est le petit-fils et neveu des copropriétaires de La Guadeloupe. Sa femme descend par sa mère de la famille de Longvilliers, qui a produit le Commandeur de Poincy, chef d'escadre en 1637 et lieutenant général des Isles d'Amériques en 1638.

## Sources et bibliographie
- Michel Vergé-Franceschi, Les Officiers généraux de la Marine royale: 1715-1774, Librairie de l'Inde, 1990, page 2097 et suivantes